# Zauchwinkel, Weitensfeld im Gurktal
Zauchwinkel je naselje v Občini Weitensfeld im Gurktal v Okraju Šentvid ob Glini na Koroškem v Avstriji.